# 15006 Samcristoforetti
15006 Samcristoforetti è un asteroide della fascia principale. Scoperto nel 1998, presenta un'orbita caratterizzata da un semiasse maggiore pari a 3,1673752 UA e da un'eccentricità di 0,0331790, inclinata di 12,84707° rispetto all'eclittica.
L'asteroide è dedicato all'astronauta italiana Samantha Cristoforetti.